# Krueng Lala
Krueng Lala is een bestuurslaag in het regentschap Pidie van de provincie Atjeh, Indonesië. Krueng Lala telt 303 inwoners (volkstelling 2010).